# Robustagramma obscurifrons
Robustagramma obscurifrons är en tvåvingeart som beskrevs av Marshall och Xiaolong Cui 2005. Robustagramma obscurifrons ingår i släktet Robustagramma och familjen hoppflugor.
Artens utbredningsområde är Honduras. Inga underarter finns listade i Catalogue of Life.